# Барака
Ба́рака (араб. التبرك, «благословення»)  — в ісламі Божественне благословення. Термін вживається у Корані (14:7). Вважається, що Аллах наділяє благословенням будь-яких живих істот: пророків і святих, шиїтських імамів і суфійських шейхів, через яких воно може бути низпослане простим людям.
Згідно з традицією, носіями благодаті є гробниці святих, речі, що їм належать, а також Коран, Кааба, «чорний камінь» і ряд інших мусульманських реліквій.